# Соколенко Андрій Євгенович
Андрій Євгенович Соколенко (нар. 8 червня 1978, Сімферополь) — український футболіст, що грає на позиції захисника. Відомий за виступами у низці клубів вищої ліги України, а також у вищій лізі Білорусі за мінське «Динамо», у найвищому дивізіоні Казахстану, де здобув титул чемпіона країни з клубом «Актобе», а також у вищому дивізіоні Азербайджану за клуб «Сімург».

## Клубна кар'єра
Андрій Соколенко народився у Сімферополі, і розпочав виступи на футбольних полях у місцевій команді вищої української ліги «Таврія», дебютувавши в ній у вищій лізі у віці 16 років 11 місяців і 4 днів 12 травня 1995 року, ставши одним із наймолодших дебютантів сімферопольського клубу у вищому українському дивізіоні. Проте надалі молодий футболіст не потрапляв до основи «Таврії», тому, зігравши ще один матч у вищій лізі, у сезоні 1996—1997 років Соколенко вже грав за клуб другої ліги «Динамо» із Сак, а пізніше за аматорську команду СВХ «Даніка». У 1999 році футболіст знову повернувся до виступів у вищій лізі, проте зіграв за івано-франківське «Прикарпаття» лише 1 матч. У цьому ж році Соколенко отримав запрошення до криворізького «Кривбасу», проте грав лише за його фарм-клуб у другій лізі. Після закінчення сезону 1999—2000 Соколенко повернувся до «Прикарпаття», яке на той час уже вибуло до першої ліги. На початку сезону 2002—2003 футболіст перейшов до луцької «Волині», яка в цьому сезоні повернулась до вищої ліги. У команді став одним із основних захисників, зігравши за клуб у чемпіонаті 20 матчів.
Після закінчення сезону 2002—2003 Соколенко перейшов до команди вищої ліги Білорусі «Динамо» з Мінська. У цій команді український захисник грав лише до кінця 2003 року, провівши в білоруській першості лише 9 матчів. Узимку 2004 року Соколенко провів передсезонний збір із казахським клубом найвищого дивізіону Казахстану «Актобе» з однойменного міста, після чого казахський клуб уклав із мінськими динамівцями річну орендну угоду з правом викупу контракту футболіста. У казахській команді Соколенко став одним із основних захисників, а наступного сезону, після того, як «Актобе» викупив його контракт у «Динамо», став у складі команди чемпіоном Казахстану. Проте після закінчення чемпіонського сезону в «Актобе» змінився головний тренер, а в Соколенка закінчився контракт, і він, не бажаючи працювати із новим тренерським штабом клубу, вирішив покинути команду, та уклав контракт із своїм попереднім клубом — луцькою «Волинню». Цього разу Соколенко зіграв за луцький клуб лише 10 матчів, а на початку сезону 2006—2007 проходив перегляд у іншому клубі вищої ліги «Харків», проте так і не став її гравцем, перейшовши натомість до першолігової київської «Оболоні». Проте за півроку після повторного перегляду Соколенко все-таки став гравцем «Харкова». У цій команді Соколенко тривалий час був одним із основних захисників та лідерів клубу, проте після того, як «Харків» невдало розпочав сезон 2008—2009 року, футболіст вирішив покинути команду, та спочатку став гравцем івано-франківського «Прикарпаття», а за півроку став гравцем азербайджанського «Сімурга». Після повернення до України Андрій Соколенко грав у аматорських клубах «Гуцульщина» з Косова і «Карпати» з Коломиї. З початку сезону 2011—2012 Соколенко став гравцем команди першої ліги «Енергетик» з Бурштина, проте за рік у команди розпочались фінансові проблеми, і вона втратила професійний статус. Після цього Андрій Соколенко перейшов до аматорської команди «Газовик» з Богородчан. За рік футболіст перейшов до аматорського клубу «Тепловик» з Івано-Франківська. Після цього за рік Андрій Соколенко перейшов до іншого аматорського клубу «Кремінь» з Пістиня.

## Досягнення
- Чемпіон Казахстану (1):

«Актобе»: 2005